# Manfred Huss
Manfred Huss (geb. 1956 in Wien) ist ein österreichischer Dirigent und Pianist.

## Biografie
Manfred Huss studierte in Wien bei Hans Swarowsky und Alexander Jenner. Schon früh wurde er als Pianist mit Konzerten und Aufnahmen europaweit bekannt. 1984 gründete er die Haydn Sinfonietta Wien (auf historischen Instrumenten), die er bis heute leitet. Ein besonderes Augenmerk seines Schaffens liegt in der Auseinandersetzung des richtigen Spielens historischer Hammerklaviere. Heute ist er breiteren Publikumsschichten auch als Studiogast des ORF oder von BBC „RADIO 3“ bekannt.
Seine Tätigkeit als Dirigent führte ihn nach London (Barbican Centre / Wigmore Hall), Paris (Chatelet), Brüssel (Opéra de la Monnaie), Linz (Brucknerfest), Frankfurt (Alte Oper), Salzburg, Ascona, Evian, Florenz. Weiters dirigierte er die City of London Sinfonia, das Orchestra of the Age of Enlightenment, das Philharmonische Orchester Mexiko, die Polnische Kammerphilharmonie, die Südschlesische Philharmonie, das Mazedionian Philharmonic sowie Tallis- und Kodálychor.
Weltweite Anerkennung errang sein in mehrere Sprachen übersetztes Buch „Wahrung der Gestalt“ in dem er den schriftlichen Nachlass Hans Swarowskys publizierte. „Ich kenne kaum wichtigeres, was ein Künstler zu Fragen der Interpretation in der Musik gesagt hätte oder sagen könnte!“ meinte Christoph von Dohnányi. Ebenso verfasste er auch die erste umfassende, auf neuen Forschungsergebnissen beruhende, deutschsprachige Biographie Joseph Haydns („J. Haydn – Leben und Werk“).